# Viktor Koprivnjak
Viktor Koprivnjak (Radoboj, Hrvatska 23. ožujka 1955.) je hrvatski general-bojnik, bivši zapovjednik hrvatskog ratnog zrakoplovstva, bivši pomoćnik ministra Ministarstva obrane Republike Hrvatske i bivši Nacionalni direktor za naoružanje za NATO. 

## Životopis

#### Naprjedovanje u činu u Hrvatskoj vojsci
1992. pukovnik
1995. brigadir
2003. brigadni general
2005. general-bojnik

### Nositelj je najviših vojnih odličja i medalja
Odličje Reda Bana Jelačića
Odličje Red hrvatskog trolista
Spomenica domovinskog rata
Spomenica domovinske zahvalnosti za 5 godina
Spomenica domovinske zahvalnosti za 10 godina
Medalja Oluja
Medalja Ljeto
Medalja Bljesak
Medalja Iznimni pohvati
U karijeri pilota letio na helikopterima SA-341, Gazelle i Gama, MI-8, Mi-8MTV-1 i Mi-24V, u ulozi pilota, kopilota, kapetana zrakoplova i instruktora letenja.
OSRH, HRZ i PZO, obnašao je najviše stožerne dužnosti u Zapovjedništvu HRZ i PZO, kao: 
2002. – 2007. Zapovjednik HRZ i PZO
2001. – 2002. Načelnik stožera HRZ i PZO
1999. – 2000. Načelnik odjela A-3 
22.7.1991. Dragovoljac domovinskog rata
1977. – 1991. Obnašao dužnosti od pilota do zapovjednika transportne helikopterske eskadrile.

## Činovi
- 2005. rank of Major-General,
- 2003. rank of Brigadier - General,
- 1995. rank of Brigadier,
- 1992. colonelcy.,[1]

## Radno iskustvo

### Assistant Minister - M3 Management of Material Resources

##### Ministry of Defence of the Republic of Croatia
2012 – January 2016 (4 years)Croatia, Zagreb
http://www.morh.hr/hr/
M3 Management of Material Resources:
1) Sector for weapons
2) Sector of Real Estate, Construction and Environmental Protection
3) Service Receipt and quality control
4) Service for support

### National Armaments Director / Nacionalni direktor za naoružanje

#### NATO
2012 – January 2016 (4 years)

### Vanjski suradnik Agencija Alan d.o.o.
2007 – 2010 (3 years)Croatia, Zagreb
http://www.aalan.hr/pocetna
Aktivnosti Agencije Alan d.o.o.
1) Uvoz i izvoz naoružanja i vojne opreme za potrebe Oružanih snaga Republike Hrvatske i Ministarstva unutarnjih poslova
2) Prodaja neperspektivnog naoružanja i vojne opreme za potrebe Oružanih snaga Republike Hrvatske i Ministarstva unutarnjih poslova
3) Izdavanje prethodne suglasnosti za proizvodnju naoružanja i vojne opreme za potrebe izvoza, uz konzultaciju s Ministarstvom obrane, Ministarstvom vanjskih i europskih poslova i Ministarstvom gospodarstva
4) Sklapanje ugovora o proizvodnji naoružanja i vojne opreme za potrebe izvoza
5) Uvoz i izvoz naoružanja i vojne opreme za komercijalne svrhe
6) Marketing i istraživanje inozemnih tržišta radi izvoza naoružanja i vojne opreme
7) Konzalting i posredovanje u području proizvodnje i prometa naoružanja i vojne opreme
8) Logističke usluge, opskrba, održavanje, transport, posredovanje i carinsko otpremništvo

### Zapovjednik Hrvatskog ratnog zrakoplovstva i protuzračne obrane

#### Oružane snage Republike Hrvatske OSRH, Hrvatsko ratno zrakoplovstvo i protuzračne obrana (HRZ i PZO)
2002 – 2007 (5 years)
http://www.osrh.hr
2005. čin general-bojnik
2003. čin brigadni-general
Oružane snage organizirane su u stožere, zapovjedništva, postrojbe, ustanove i druge ustrojstvene jedinice prema odobrenom mobilizacijskom razvoju i knjigama ustroja Oružanih snaga.
Oružane snage dijele se na grane, rodove, službe, struke i njihove specijalnosti. Grane Oružanih snaga su Hrvatska kopnena vojska, Hrvatska ratna mornarica i Hrvatsko ratno zrakoplovstvo i protuzračna obrana.
Za vrijeme mandata oformila se akro grupa Hrvatskog ratnog zrakoplovstva "Krila oluje", (akrobatska letačka grupa od 6 pilota).
Zapovjednik HRZ
Zapovjednik HRZ
General bojnik

### Načelnik stožera Hrvatskog ratnog zrakoplovstva i protuzračne obrane

#### Oružane snage Republike Hrvatske OSRH, Hrvatsko ratno zrakoplovstvo i protuzračne obrana (HRZ i PZO)
2001 – 2002 (1 year)Croatia
http://www.osrh.hr
čin brigadira

### Načelnik odjela A-3

#### Oružane snage Republike Hrvatske OSRH, Hrvatsko ratno zrakoplovstvo i protuzračne obrana (HRZ i PZO)
1999 – 2000 (1 year)Croatia
http://www.osrh.hr
čin brigadira

## Obrazovanje

### Sveučilište u Zadru - Pedagoško-psihološko didatičko i metodičko obrazovanje
2004.
Za obavljanje poslova nastavnika u srednjem školstvu, učitelja i stručnog suradnika u osnovnom školstvu.

### Military language training centar, National Defence University "Zrinyi Miklos", Budimpešta, Mađarska
Tečaj engleskog jezika (vojna terminologija) / General Military English
2002.

### Ratna škola OSRH „Ban Josip Jelačić“ u Zagrebu
2000. – 2001.
http://www.morh.hr/hr/hrvatsko-vojno-uciliste/skole/ratna-skola-ban-josip-jelacic.html
Ratna škola "Ban Josip Jelačić" ustrojena je odlukom Predsjednika Republike i vrhovnog zapovjednika OSRH dana 25. lipnja 1998. godine kao najviša vojna škola u kojoj se školuju i osposobljavaju visoki časnici i državni službenici iz Republike Hrvatske i inozemstva za sudjelovanje u procesu donošenja strategijskih odluka u području obrambenih i sigurnosnih poslova na nacionalnoj i međunarodnoj razini.
Ratna škola "Ban Josip Jelačić" razvija znanja, vještine i stavove kod svojih polaznika koji su od značaja za vojnu službu, s naglaskom na strateškoj izvrsnosti u nacionalnom i međunarodnom okružju, te s ciljem osposobljavanja za obnašanje najviših dužnosti u području nacionalne sigurnosti i obrane.

### Hrvatsko vojno učilište
6. stupanj engleskog jezika, Engleski jezik
1998.

### Sveučilište u Zagrebu, Fakultet prometnih znanosti - Dipl.ing.aeronautike, Aeronautika (Vojni pilot)
1996. – 1997.

### Zapovjedno stožerna škola taktike u Beogradu
Taktike ratnog zrakoplovstva i protuzračne obrane
1988. – 1989.

### Zapovjedno-stožerna škola taktike u Beogradu
Tečaj za zapovjednika eskadrile-bojne
1986. – 1986.

### Zrakoplovna vojna akademija u Zadru
Poručnik zrakoplovstva, Vojni pilot helikoptera, Fakultet/akademija
1974. – 1977.

### Vojna zrakoplovna gimnazija Maršal Tito u Mostaru
High school/gimnazija
1970. – 1974.

## Odličja

### Odličje Red Bana Jelačića
Za iznimno uspješno zapovijedanje postrojbama OSRH, za osobite vojne zasluge u njihovom ustroju i razvitku te postrojbama i drugim ustrojstvenim jedinicama OSRH

### Odličje Red hrvatskog trolista
Za osobite zasluge za RH stečene u ratu, izravnoj ratnoj opasnosti ili u iznimnim okolnostima u miru

### Spomenica domovinskog rata
Za sudjelovanje u Domovinskom ratu kao dragovoljci, borci HV-a ili na drugi djelatni način

### Spomenica domovinske zahvalnosti za 5 godina
Za časnu i uzornu službu

### Spomenica domovinske zahvalnosti za 10 godina
Za časnu i uzornu službu

### Medalja Oluja
Za oslobađanje sjeverne Dalmacije, Like, Korduna i Banije (kolovoz 1995.).
Medalju dodjeljuje vrhovni zapovjednik na prijedlog ministra obrane i ministra unutrašnjih poslova.

### Medalja Ljeto "95"
U prigodi zajedničke akcije HV, HVO i Armije BiH za oslobađanje područja Bosanskog Grahova, Glamoča, Drvara, Šipova i Jajca (srpanj-kolovoz 1995.). Medalju dodjeljuje vrhovni zapovjednik na prijedlog ministra obrane i ministra unutrašnjih poslova.

### Medalja Bljesak
Za oslobađanje zapadne Slavonije (svibanj 1995.). Medalju dodjeljuje vrhovni zapovjednik na prijedlog ministra obrane i ministra unutrašnjih poslova

### Medalja Iznimni pohvati
Medalju dodjeljuje vrhovni zapovjednik na prijedlog člana Vlade ili župana